# 黃名偉
黃酩幃（Eddie Huang，1964年4月25日—），台湾流行歌手，亦是音樂製作人，出生於台灣台北，他的歌曲包括《戀戀情深》、《黑夜之子》、《大地》等、後專值於音樂創作，及幕後音樂製作人的角色，於東方魅力集團擔任總裁、音樂總監，其間發掘了許多知名藝人及膾炙人口的流行歌曲，如李聖傑《痴心絕對》、蕭煌奇《你是我的眼》，也幫成龍、劉德華、林志穎等歌手製作專輯。近年來投入多樣化的音樂配樂、宗教音樂、心靈音樂…也深入了解傳統文創產業，製作霹靂布袋戲音樂配樂製作、新世紀布袋戲音樂配樂製作，並擔任顧問，改造布袋戲音樂的風格邁向國際化。

## 專輯列表
- 1996年：　《戀戀情深》

1.戀戀情深 
2.寧願不曾愛過你
3.光芒 
4.愛你始終 
5.愛讓我受了創
6.在乎
7.輸給愛情的人
8.你的眼中的我的眼
9.誰能讓我再掉眼淚
10.給我的最愛
- 1998年：　《黑夜之子》

1.總是在黑夜中看著你
2.心碎時分 
3.有夢就會有天堂 
4.指紋 
5.逃亡 
6.再也聽不見再見 
7.愛過就是一個傷 
8.如果看到他,請告訴我 
9.愛面子 
10.沒什麼大不了 
11.戀戀情深 
12.總是在黑夜中看著你（KALA）

## 獎項紀錄
| 年份   | 頒獎典禮    | 獎項       | 作品     | 結果 |
| ------ | ----------- | ---------- | -------- | ---- |
| 1997年 | 第8屆金曲獎 | 最佳新人獎 | 戀戀情深 | 提名 |